# Glenea pseudogiraffa
Glenea pseudogiraffa é uma espécie de escaravelho da família Cerambycidae. Foi descrita por Báguena e Stephan von Breuning em 1958.

## Subespecie
- Glenea pseudogiraffa pseudogiraffa Báguena & Breuning, 1958
- Glenea pseudogiraffa taverniersi Breuning, 1974